# 伊号第二十五潜水艦
|          |                                                                              |
| 艦歴     |                                                                              |
| 計画     | 第三次海軍軍備補充計画（③計画）                                              |
| 起工     | 1939年2月3日                                                                 |
| 進水     | 1940年6月8日                                                                 |
| 就役     | 1941年10月15日                                                               |
| その後   | 1943年10月24日亡失認定                                                       |
| 除籍     | 1943年12月1日                                                                |
| 性能諸元 |                                                                              |
| 排水量   | 基準：2,198トン 常備：2,584トン 水中：3,654トン                              |
| 全長     | 108.7m                                                                       |
| 全幅     | 9.30m                                                                        |
| 吃水     | 5.14m                                                                        |
| 機関     | 艦本式2号10型ディーゼル2基2軸 水上：12,400馬力 水中：2,000馬力               |
| 速力     | 水上：23.6kt 水中：8.0kt                                                     |
| 航続距離 | 水上：16ktで14,000海里 水中：3ktで96海里                                     |
| 燃料     | 重油：774トン                                                                |
| 乗員     | 94名                                                                         |
| 兵装     | 40口径14cm単装砲1門 25mm機銃連装1基2挺 53cm魚雷発射管 艦首6門 九五式魚雷17本 |
| 航空機   | 零式小型水上偵察機1機 （呉式1号4型射出機1基）                                |
| 備考     | 安全潜航深度：100m                                                           |

伊号第二十五潜水艦（いごうだいにじゅうごせんすいかん、旧字体：伊號第二十五潜水艦）は、大日本帝国海軍の巡潜乙型（伊十五型潜水艦）潜水艦の6番艦。
アメリカ合衆国本土を複数回に渡り潜水艦搭載偵察機で爆撃し、また米英戦争以来130年ぶりのアメリカ合衆国本土に所在するアメリカ軍基地への艦砲射撃を行ったことで有名。

## 艦歴
1937年（昭和12年）の第三次海軍軍備補充計画（③計画）により、1939年（昭和14年）2月3日に三菱重工業神戸造船所で起工。1940年（昭和15年）6月8日に進水。1941年（昭和16年）4月28日、田上明次中佐が艤装員長に着任。1941年10月15日に竣工した。
竣工と同時に田上中佐は艦長に着任する。同日、横須賀鎮守府籍となる。31日、竣工した伊24と共に第六艦隊第1潜水戦隊第4潜水隊を編成した。これは、呂53型からなる先代の第4潜水隊が、所属艦の除籍により1940年（昭和15年）4月1日に解隊されて以来、3代目となる。11月7日、宿毛湾で航空機搭乗員の飛行長藤田信雄飛行兵曹長、偵察員奥田省三飛行兵曹と零式小型水上偵察機を搭載した。

### 真珠湾攻撃と通商破壊作戦
太平洋戦争開戦時、第六艦隊第1潜水戦隊第4潜水隊に所属。11月21日、伊25は横須賀を出港。12月5日1430、オアフ島北西沖で米哨戒機8機を発見し、深度30mの位置へ潜航。真珠湾攻撃時にはオアフ島北東沖で哨戒をしており、真珠湾の方向から複数の爆発音を聴取。9日夜、浮上充電中に伊6がオアフ島沖を東北東へ向け航行中のレキシントン級空母1、巡洋艦2隻を発見したため、迎撃に向かった。10日0415、オアフ島北方沖を浮上航走中に米哨戒機の攻撃を受けたため急速潜航。30分後、潜望鏡深度に浮上した際に爆雷攻撃を受けたため回避。11日、荒天の中を浮上航走中大波に襲われて司令塔の窓ガラスが破損。負傷者4名を出した。
14日、アメリカ西海岸沿岸における通商破壊作戦に参加し、コロンビア川河口沖を哨戒。18日0845、コロンビア川河口西方10浬地点付近で浮上航走中、白い光を放つ船を発見。攻撃準備中、船は前方の暗闇へ消えていった。20分後、右舷艦首前方に米ユニオン･オイル社タンカーL･P･セント･クレア（L. P. St. Clare、8,066トン）がいるのを発見し、魚雷を発射。火柱が上がったため命中したと確認。L･P･セント･クレアは沈没するだろうと判断したが、実際にはL･P･セント･クレアには魚雷は命中していなかった。
19日、潜航して速力を上げた際に騒音が出ているのがわかり、さらに艦のトリムが前方に傾斜しているため調査したところ、格納筒に浸水していることがわかった。12月22日、ロサンゼルスとサンフランシスコの間の海域に移動。
1942年（昭和17年）1月1日、オアフ島西南西100浬地点付近で伊3が発見した米機動部隊の迎撃に向かった。3日0530、米哨戒機を発見したため潜航して退避。4日0845、米PBY カタリナ3機を発見。6日1900、遠方で照射される探照灯を発見。8日1900、北緯11度39分 西経177度32分 / 北緯11.650度 西経177.533度のジョンストン島南西沖で潜航中に空母を発見。空母は艦載機を発進させようとしているように見えた。伊25は2500mの距離で魚雷4本を発射し、4回の爆発音を聴取。護衛艦の推進器音がしていたため戦果確認はできなかったが、空母を撃沈したと判断。後に水上機母艦ラングレー(USS Langley, AV-3)と判断され、大本営発表で報じられたが、連合軍側に該当艦はなく、後に撃沈された本物のラングレーは大本営発表では「特設空母」と報じられた。
11日1130、クェゼリンに到着。午後、開かなくなった格納筒扉の開放作業中、突然格納筒扉が開く事故が発生し、乗員1名が死亡、1名が頭部に重傷を負った。2月1日、クェゼリンはマーシャル・ギルバート諸島機動空襲を受けるが、伊25に被害はなかった。その後迎撃に向かったが空振りに終わり、4日2100にクェゼリンに戻った。

### オーストラリア偵察
2月8日、伊25はクェゼリンを出港し、オーストラリア方面に向かった。15日、シドニーの航空偵察をする予定だったが波が高く、翌16日も同じ状況だった。17日0430、航空偵察を行い、軽巡3、駆逐艦2、潜水艦5を含む、23隻の艦船の在泊を報告。0730に搭載機を揚収した後、14ノットで南に向かった。26日早朝、メルボルンを飛行偵察し、重巡1、軽巡5、輸送船19の在泊を報告。搭載機の迎撃のために戦闘機2機が発進したが見つかることはなく、対空砲火を受けることもなかった。
3月1日、ホバートを飛行偵察し、輸送船5の在泊を報告。6日2015と2230に輸送船1隻ずつを発見。7日0400、ウェリントンの飛行偵察をする予定だったが、荒天による艦の揺れを考慮して水上から発進することとした。しかし、艦の揺れがひどく、主翼が損傷したため中止された。翌8日0300、荒天による艦の揺れを考慮して水上から発進し飛行偵察。搭載機の揚収後航行中、6,000トン級の輸送船を発見。12日1630、グレートバリア島北東沖で哨戒艇2隻に発見され追跡されるが、振り切ることに成功。13日、オークランドを飛行偵察し、輸送船4の在泊を報告。搭載機の発進から1時間後、接近する輸送船を発見。砲撃準備をするが、相手は伊25を見つけずに去っていった。
搭載機の揚収後、伊25はこの10,000トン級輸送船を追尾し、魚雷を2本ずつ、計4本発射。2回の爆発音を聴取し、輸送船を撃沈したと判断した。16日、20,000トン級輸送船と護衛の重巡1隻を発見し、攻撃位置への移動中、重巡が伊25の方へ向かってきたため潜航。その後浮上し、搭載機を使用して相手を探したが、見つけられなかった。19日早朝、スバを飛行偵察し、エメラルド級軽巡洋艦1、輸送船4、小型船若干の在泊を報告。搭載機はサーチライトで照らされたが、発光信号を送ったところサーチライトは消えた。22日1445、北に向かう重巡1隻を発見するも、追い越すことができず攻撃に失敗。23日、パゴパゴに到着するも、荒天により飛行偵察は中止。その後潜望鏡偵察を行った。30日、トラックに到着。31日1500、トラックを出港し、4月4日に横須賀に到着して整備を受ける。

### アメリカ本土砲撃
5月11日1330、伊25はAL作戦に参加して横須賀を出港。26日、ダッチハーバーを飛行偵察するための準備を行う。27日未明、発進準備中に米巡洋艦が接近。そのため搭載機を発進させようとしたが、射出機の故障により発進できないため砲撃準備を行った。巡洋艦は伊25を見つけず、2000m離れた位置を通過して去っていった。その後、射出機を修理して飛行偵察を行い、巡洋艦3、駆逐艦8、輸送船6の在泊を報告。搭載機を揚収して潜航した後、駆逐艦2隻がやってきたが、伊25は見つからなかった。29日、シアトル西北西700浬地点付近で巡洋艦と輸送船1隻ずつを発見するが、接近中に見失う。そのため、搭載機を発進させたが、厚い雲に覆われているため見つけられなかった。
6月2日、シアトル沖に到着。5日、シアトル近海で12,000トン級輸送船を発見して魚雷2本を発射したが、命中しなかった。14日、オレゴン州沖に移動し、竹製の偽の潜望鏡を周辺に撒いた。21日、北緯47度22分 西経125度30分 / 北緯47.367度 西経125.500度のフラッタリー岬近海で英貨物船フォート・カモスン（Fort Camosun、7,126トン）を雷撃して撃破。撃破されたフォート・カモスンは、ネアー湾へと待避している。この時、カナダ海軍のコルベット・クイネル（en:HMCS Quesnel）が伊25を捜索したが、見つかることはなかった。
22日、オレゴン州アストリア市郊外のフォート・スティーブンス陸軍基地を潜水艦基地と誤認し、後部主砲で砲弾17発を発射（フォート・スティーブンス砲撃）。
当初は、アストリア市街も攻撃目標に含んでいたものの、コロンビア川の河口を入ったところにあるアストリア市街へ砲撃は届かなかった。突然の攻撃を受けたフォート・スティーブンスはパニックに陥り、陸砲が配備されていたにも拘らず伊25に対して何の反撃も行えなかった。この砲撃によって電話線や送電線が一時寸断されたものの、基地施設の損害は皆無であった。また、人的被害も配置に付く際に転んで頭を切った兵士1人のみである。
なお、この攻撃は、米英戦争以来、およそ130年ぶりのアメリカ本土に所在するアメリカ軍基地への攻撃であり、その後現在に至るまで外国軍によるアメリカ本土の基地への軍事攻撃は行われていない。また、1発がゴルフ場に着弾しており、現在そこには記念碑が建てられている。
その後、訓練飛行中だった航空機が伊25を発見し、まもなく通報を受けたA-29ハドソン攻撃機が出撃している。ハドソン攻撃機は伊25に対する爆撃を行ったものの、損傷を与えることはできなかった。
27日、ダッチハーバー南方沖に到達し哨戒。30日、哨戒区域を離れ、7月17日に横須賀に到着した。8月10日、第4潜水隊の解隊に伴い、第2潜水隊に編入された。

## アメリカ本土空襲
9月、「伊25」は搭載機によりアメリカ合衆国オレゴン州の山林に対して焼夷弾投下を行なった。これはドーリットル空襲に対する報復の意味を持ったものであった。山林に対する焼夷弾投下となったのは元シアトル総領事から軍令部の作戦課長への「山火事を起こさせれば、付近の住民に相当の脅威を与えることが出来ると思う」という手紙がきっかけであった。「伊25」は第六艦隊直属とされた。
「伊25」は8月15日に横須賀を出港し、約2週間後にオレゴン州沿岸に到着。天候の回復を待ち、9月9日早朝にブランコ岬の西25浬で浮上して飛行機を発艦させた。同機は山林地帯に焼夷弾2発を投下し火災の発生を確認したが、前夜大雨が降っていたため大火事にはならなかった。エミリー山の森林監視所では不明機と森からの白煙が確認されている。また、現場で不発焼夷弾が発見され、日本製と確認されたという。
9月10日、「伊25」はアメリカ陸軍第390中隊のハドソンに発見され150キロ爆弾3発を投下された。これにより電信室に浸水し、電線引込み口が破壊された。この後も、さらに爆弾7発が投下された。
9月29日夜、二度目の焼夷弾投下を実施。火災は「伊25」からも確認された。焼夷弾は3回分搭載されていたが、3度目は視界不良などのため中止となった。
この攻撃は、アメリカ合衆国本土が飛行機によって爆撃された唯一の事例である。

## 通商破壊戦
10月4日早朝、北緯43度43分 西経124度54分 / 北緯43.717度 西経124.900度のクーズベイ近海で浮上充電中、漂流中のタンカーを発見。このタンカーは12,000キロリットルのガソリン他の石油を積んでサンペドロからポートランドへ向かう途中、機関故障により漂流していた米シェル・オイル社タンカーキャムデン（Camden、6,653トン）だった。伊25は潜航して魚雷2本を発射し、うち1本がキャムデンの右舷船首に命中。積荷に引火したキャムデンは0705に放棄され、船首から沈没した。
その後、7浬北方で航行中の米T2 タンカービクター・H・ケリー（Victor H. Kelly、8,168トン）と護衛艦の推進器音を聴取したが、Qシップと判断したため攻撃はしなかった。0736には遠方で6回の爆雷の炸裂音を聴取。0900にも複数の爆雷の炸裂音を聴取した。
6日2120、北緯42度20分 西経125度02分 / 北緯42.333度 西経125.033度のセバスティアン岬近海で潜航中、米リッチフィールド・オイル社タンカーラリー・ドヘニー（Larry Doheny、7,038トン）を発見したため雷撃したが、命中しなかった。そのため浮上して追跡したが、暗闇による視界不良により見失ってしまう。2206、前方に突然ラリー・ドヘニーが現れたため、魚雷1本を発射。18秒後、魚雷はラリー・ドヘニーの左舷に命中し、直径4mの穴を開けた。爆発により伊25は激しく揺さぶられ、甲板と司令塔に破片が降り注いだ。ラリー・ドヘニーは炎上し、沈没した。
7日早朝、ラリー・ドヘニーの生存者を救助中の米雑役艦アナカパ(USS Anacapa, AG-49)を発見。午前中には駆逐艦2隻を発見。2145には駆逐艦に追跡され、爆雷攻撃を受けたものの被害はなかった。10日、哨戒区域を離れる。

## ソ連の潜水艦を誤認攻撃
11日、北緯45度41分 西経138度56分 / 北緯45.683度 西経138.933度のオレゴン州西方960浬地点付近で、波が高い中サンフランシスコに向かう2隻の船を発見。当初戦艦と判断していたが、まもなく浮上航走中の米潜水艦と訂正した。
1100、伊25は潜航し、最後に残った魚雷1本を発射。30秒後、魚雷は潜水艦1隻に命中。潜水艦は大爆発し、艦首を上にして45度傾斜した状態で艦尾から急速に沈み始め、2回目の大爆発を起こした。煙が消えた後、海上には重油が漂うだけだった。
しかし、この潜水艦はダッチハーバーからサンフランシスコに向かっていたソ連潜水艦L-16であった。当時、日本とソビエト連邦の間には日ソ中立条約が締結されており、戦争状態ではなかった。L-16には艦長以下乗員55名と通訳の米軍人1名の計56名が乗っており、国際法違反とはならなかったものの、全員が戦死した。一緒に航行していたL-15の報告によれば、潜望鏡の航跡を発見し、4.5cm砲5発を発射。うち1発が潜望鏡に命中したという。24日、横須賀に到着。

## 輸送任務
12月1日、伊25は横須賀を出港し、トラックに移動。9日、トラックを出港し、12日にショートランドに到着。13日、輸送物資を搭載してショートランドを出港し、ガダルカナル島に向かったが、任務は中止された。14日、ラバウルに到着。17日、輸送物資を搭載してラバウルを出港し、20日にブナに到着して輸送物資8トンを降ろしたが、途中で米魚雷艇2隻を発見したためそれ以上の揚陸を中止して出港。23日にラバウルに到着。25日、輸送物資を搭載してラバウルを出港し、27日にブナに到着したものの、米魚雷艇を発見した上守備隊との連絡が取れなかったため一旦退避。28日に再度連絡を試みたものの応答がなかったため、諦めて出港。31日、ラバウルに到着。
1943年（昭和18年）1月5日、輸送物資25トンを積んでラバウルを出港。7日にブナに到着して輸送物資を揚陸し、傷病兵70名を収容した後出港。8日、ラエ近海で、前日に第51師団のラエ輸送作戦である第十八号作戦に参加中にPBY カタリナの攻撃で撃沈された貨物船日龍丸（日産汽船、5,447総トン）の生存者救助に向かい、乗船していた岡部支隊第3大隊117名を救助した。9日1406、ニューブリテン島アドラー湾近海で浮上航走中、米潜グランパス(USS Grampus, SS-207)に発見される。潜航中のグランパスは2800mの距離から魚雷3本を発射。ちょうど司令塔で喫煙中の田上艦長は600mの距離で接近する魚雷を発見し、面舵一杯を下命。魚雷2本は回避し、1本は伊25の右舷中央部艦底下を通過していった。同日、ラバウルに到着。11日、輸送物資を乗せてラバウルを出港し、13日にブナに到着して輸送物資を降ろし、傷病兵37名を収容した後出港。17日にトラックに戻った。
23日、伊25はトラックを出港し、ガダルカナル島南東沖に進出。29日、レンネル島沖海戦を目撃。伊25は空襲の支援に向かったが、スコールにより失敗。30日、曳航中の米重巡洋艦シカゴ(USS Chicago, CA-29)の迎撃のため、浮上して18ノットで先回りをして待ち伏せたが、シカゴは空襲で撃沈された。午後、伊25は米駆逐艦に発見され、合計40個の爆雷を投下されたが被害はなかった。2月17日0015、エスピリトゥサント島を飛行偵察。24日、トラックに到着。
3月29日、伊25はトラックを出港し、フィジー諸島方面へ向かう。5月18日、南緯17度30分 東経173度02分 / 南緯17.500度 東経173.033度のフィジー島西方420浬地点付近で、ヌーメアからサンペドロへ向かっていた米タンカーH・M・ストレー（H. M. Storey、10,763トン）を発見し、砲雷撃により撃沈。6月2日、トラックに到着。7月15日、艦長が小比賀勝中佐に交代。

## 沈没
1943年（昭和18年）7月25日、伊25は第1潜水戦隊第2潜水隊司令の宮崎武治大佐を乗せてトラックを出港し、エスピリトゥサント島へ向かった。23日、エスピリトゥサント島を航空偵察し、搭載機は戦艦3(実際には重巡洋艦)、小型船若干の在泊を報告。24日、この偵察結果の報告を最後に消息不明。
アメリカ側記録によると、25日、ニューヘブリディーズ諸島からソロモン諸島に向かう輸送船団を護衛中の米駆逐艦パターソン(USS Patterson, DD-392)が浮上航走中の潜水艦をレーダー探知。3700mまで接近したところ相手が潜航していったため、レーダーの反応が消えた。その後、パターソンは潜水艦をソナー探知し、爆雷攻撃を行った結果潜水艦を撃沈した。これが伊25の最期の瞬間であり、第六艦隊第1潜水戦隊第2潜水隊司令の宮崎武治大佐、艦長の小比賀勝中佐以下乗員100名全員戦死。沈没地点はバヌアツのヒウ島沖、南緯13度10分 東経165度27分 / 南緯13.167度 東経165.450度。10月24日、フィジー諸島方面で亡失と認定され、12月1日に除籍された。
撃沈総数は4隻であり、計25,493トンにのぼる。また、商船1隻、7,126トンに損傷を与えた。

## 歴代艦長
※『艦長たちの軍艦史』405頁による。

### 艤装員長
1. 田上明次 少佐：1941年4月28日 - 1941年10月15日[13]

### 艦長
1. 田上明次 少佐：1941年10月15日 -
2. 小比賀勝 中佐：1943年7月15日 - 1943年8月25日戦死